# Сокол-2 (БПЛА)
«Сокол-2» (укр. «Сокіл-2») — украинский беспилотный разведывательный летательный аппарат, разработанный Государственным Киевским конструкторским бюро «Луч».

## История
Для выполнения технического задания ГосККБ «Луч» по разработке беспилотного летательного аппарата контейнерного старта в НТУУ КПИ была создана рабочая группа под руководством д. техн. н. В. Сухова, которая выполняла как теоретические, так и экспериментальные исследования по проекту.
Впервые БПЛА был представлен на международной выставке вооружений и военной техники IDEX-2011.
В мае 2013 года ГП ГосККБ «Луч» было объявлено, что программа разработки успешно завершена
В дальнейшем, БПЛА был направлен на лётные испытания.

## Описание
«Сокол-2» запускается как ракета из стандартного транспортно-пускового контейнера ПТУР длиной 1390 мм и диаметром 160 мм. Контейнер с БПЛА размещается на месте пускового контейнера ПТУР, устанавливаемого на бронетехнику.
Навигация осуществляется автоматически с помощью системы GPS, а при необходимости «Сокол-2» может управляться оператором вручную. Лазерный целеуказатель не установлен, для целеуказания используется GPS. Оператор осуществляет наблюдение за местностью с бронетехники-носителя через телевизионную камеру, установленную в носовой части БПЛА и отдает команду применить ПТУР при обнаружении целей.

## ЛТХ
- Размах крыла, м: 1,5
- Длина, м: 1,39
- Масса, кг: 5,0
- Тип двигателя: электрический
- Мощность, вт: 1200
- Крейсерская скорость, км/ч: 100-120
- Радиус действия, км: 20
- Продолжительность военной разведки, ч: 2
- Практический потолок, м:
- Боевая нагрузка, кг: 1,0